# Andy McNab
Andy McNab (Southwark, 1959. december 28. –) brit katona, író álneve.

## Művei
1993-ban vált ismertté, amikor megjelentette könyvét, Hívójele: Bravó Kettő Nulla címmel (magyarul 1996-ban jelent meg). Ez az öbölháború alatt sikertelenül végrehajtott katonai akciót dolgozza fel, mely során McNab volt egy 8 fős SAS raj parancsnoka. Feladatuk Scud rakéták felderítése és megsemmisítése lett volna, de miután felfedezték őket, menekülni próbáltak. 3 társuk elesett, négyüket elfogták (majd később elengedték) és egyikük, Chris Ryan tudott csak Szíriába szökni.
A történetet később film is feldolgozta.
Másik önéletrajzi könyve 1995-ben (magyarul 1997-ben) jelent meg, Bevetésre készen címmel. Ebben szót ejt arról, hogy honnan indult, milyen volt a családi háttere, miért lett katona, hogyan került az Ezredhez (a bennfentesek nevezik így a SAS-t), és egészen az öbölháborúig leírja katonai pályafutását, és magánéletét is kiteregeti.
Utóbb számos katonai kalandregényt is írt, ezek közül is több megjelent magyar fordításban.

### Magyarul
- Hívójele: bravó kettő nulla. Egy SAS-járőr igaz kalandjai a sivatagban; ford. Gy. Horváth László; Magyar Könyvklub–Zrínyi, Bp., 1996
- Bevetésre készen!; ford. Gy. Horváth László; Magyar Könyvklub, Bp., 1997
- Távirányítás; ford. Béresi Csilla; Gabo, Bp., 1998 
  - (Távvezérlés címen is)
- Tűzfal; ford. Gáti Mariann; Gabo, Bp., 2005
- Andy McNab–Peter Grimsdale: Battlefield 3. Az orosz; ford. Ács András, Barta Tamás; Fumax, Bp., 2011
- Távvezérlés; ford. Babits Péter; Ulpius-ház, Bp., 2013
  - (Távirányítás címen is)